# Georges Gardet
Georges Gardet (6º arrondissement de Paris, 11 de outubro de 1863 – 1939) foi um escultor e animalier francês, especialista em esculturas de leões.
Em Paris esculpiu um leão no Jardim de Luxemburgo.
No Brasil é responsável pelos dois leões que guardam a entrada do Palácio Laranjeiras, erguido por Eduardo Guinle, hoje pertencente ao Governo do Estado do Rio de Janeiro.

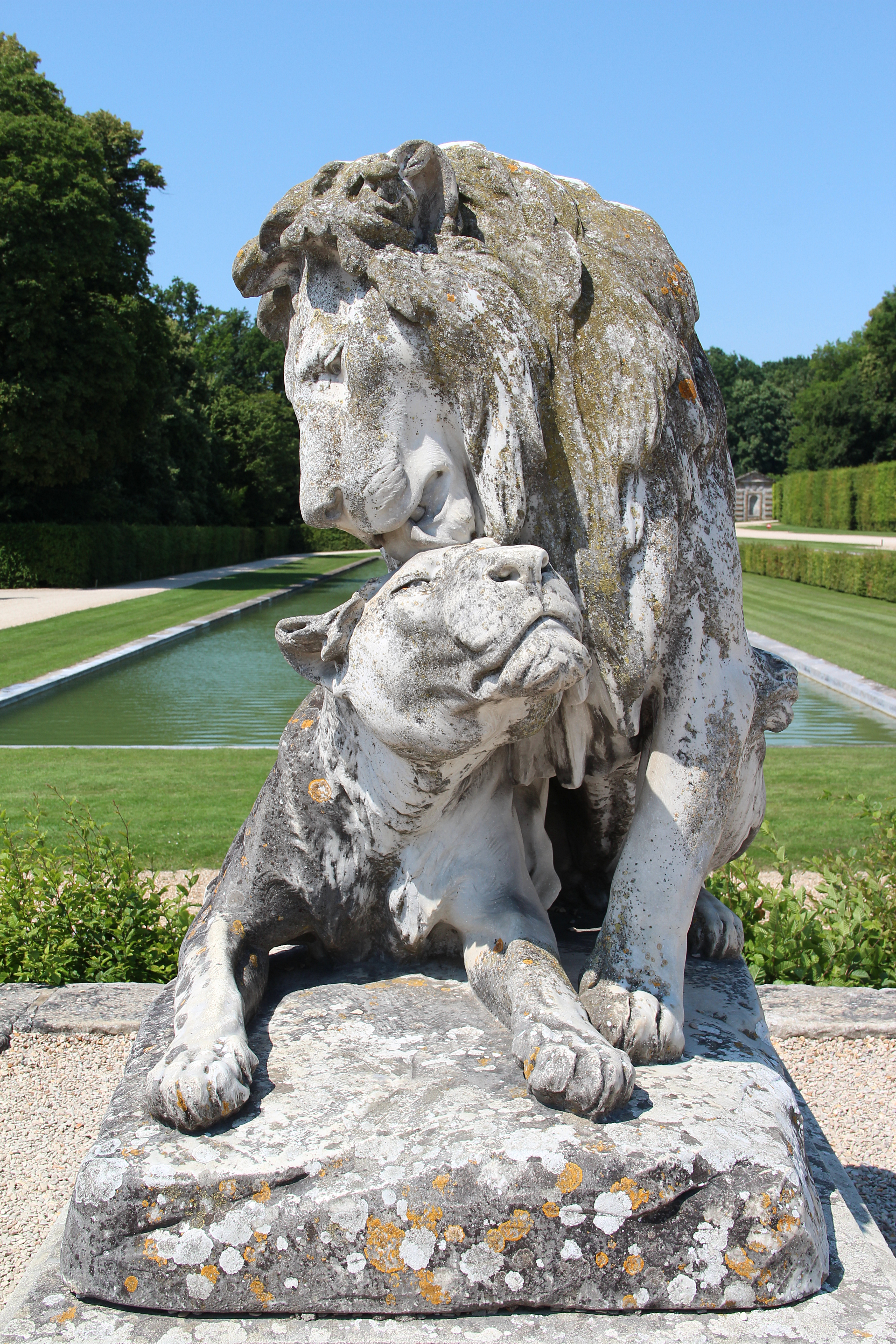
"Le Lion e la Lionne" Vaux-le-Vicomte, Maincy (Franca)